# Agabus hozgargantae
Agabus hozgargantae es una especie de coleóptero de la familia Dytiscidae.
Es endémico de Sierra Nevada (España). 